# 음력 3월 15일
음력 3월 15일은 음력 3월의 15번째 날이다.

## 탄생
- 1952년 - 예비역 대한민국 해병 중장 출신의 대학 교수 이상로.
- 1977년 - 미국의 가수 제이.
- 1990년 - 대한민국의 배우 노행하.
- 1991년
  - 대한민국의 래퍼 무스 (매드타운).
  - 대한민국의 배우 정혜성.
  - 대한민국의 배우 문지후.
- 1992년 - 대한민국 전직 아나운서 박서현.
- 2000년 - 대한민국의 사격 선수 박하준.

## 사망
- 1646년 - 소현세자의 부인 민회빈 강씨.

## 같이 보기
- 음력 360일: 1월 2월 3월 4월 5월 6월 7월 8월 9월 10월 11월 12월
- 전날:3월 14일 다음날:3월 16일 - 전달:2월 15일 다음달:4월 15일
- 양력:3월 15일
- 음력, 윤달